# Flüssig-Mosaik-Modell

Darstellung der Zellmembran nach dem
Flüssig-Mosaik-Modell – mit integralen Proteinen, extrazellulärer Matrix und der Doppellipidschicht

Das Flüssig-Mosaik-Modell (englisch fluid mosaic model) ist ein von Seymour Jonathan Singer und Garth Nicolson im Jahre 1972 entworfenes Modell, das die Anordnung und Organisation biologischer Membranen beschreibt.

## Beschreibung
Nach dem Modell ist die Doppellipidschicht eine zweidimensionale Lösung gerichteter Lipide und globulärer Proteine. Lipide und Membranproteine können lateral (seitwärts) ungehindert in der Lipidmatrix diffundieren (laterale Diffusion), sofern dies nicht durch spezifische Wechselwirkungen unterbunden wird. Phospholipide können neben der lateralen Diffusion noch eine transversale Diffusion, den so genannten Flipflop ausführen, welcher aber viel langsamer abläuft.
Eine dritte Klasse der Lipide, das Cholesterin, falls in großen Mengen am Membranaufbau beteiligt, erhöht die Viskosität der Membran. Zusätzlich reguliert werden kann die Fluidität durch Variation der Doppelbindungszahl und Länge der Fettsäurereste. Höhere Temperaturen, kurze Fettsäurereste und viele ungesättigte Bindungen erhöhen ebenfalls den Grad der Fließfähigkeit.

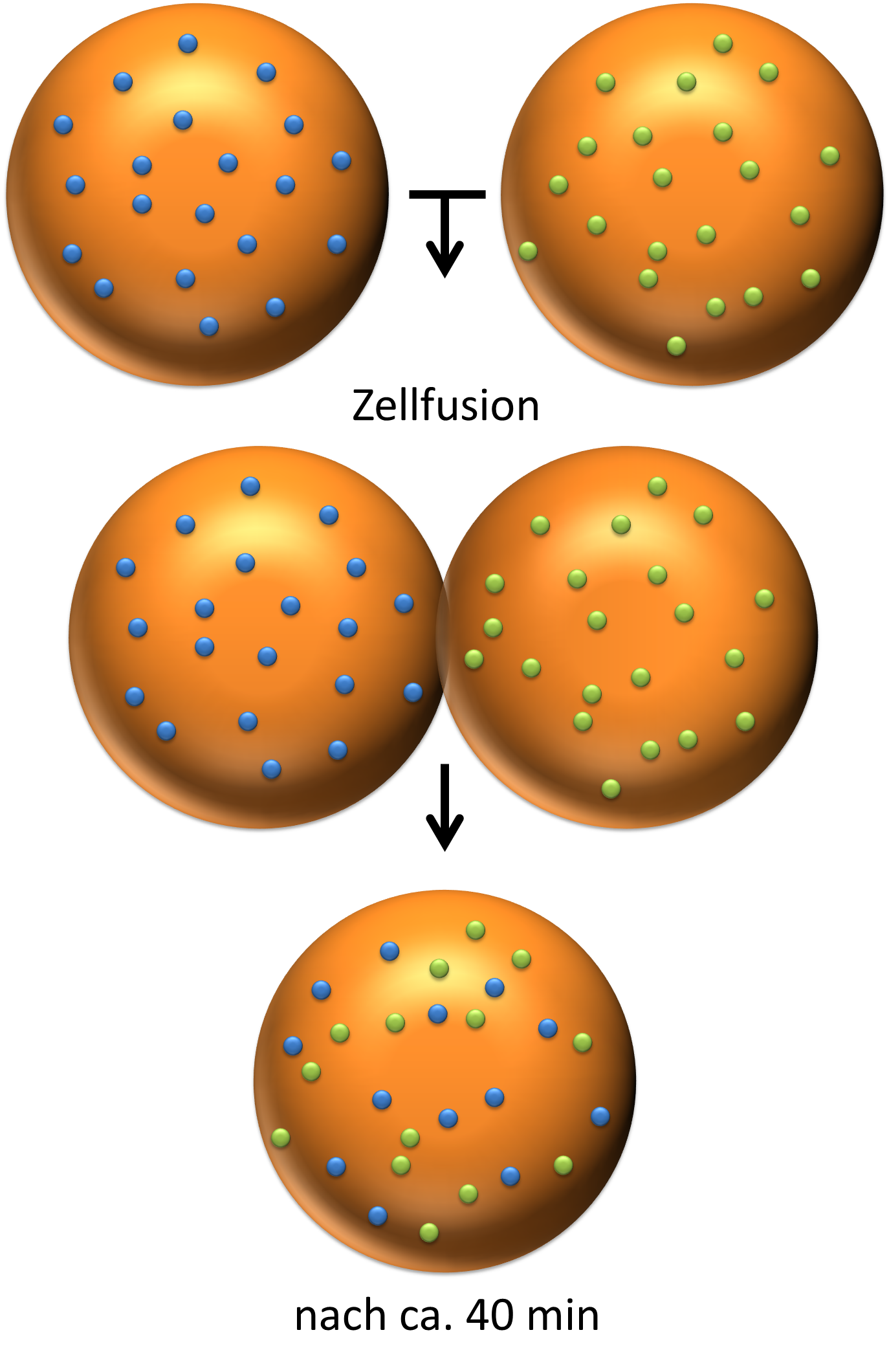
Schema des Versuchs von Frye und Edidin von 1970

Zur gleichen Zeit wie Singer und Nicolson führten L. D. Frye und M. Edidin ebenfalls Versuche zum Aufbau der Zellmembran durch: Sie markierten die Membranproteine zweier Zellen mit unterschiedlichen Farbstoffen und fusionierten die Zellen anschließend. Nach circa 40 Minuten hatten sich die Proteine auf der neuen Zelle vermischt, sie müssen also in der Zellmembran beweglich sein.
Das Modell gilt inzwischen weitgehend als überholt, da praktisch alle grundsätzlichen Annahmen in der Realität nicht gegeben sind: Membranproteine liegen in so hoher Konzentration vor, dass sie nicht „weit voneinander entfernt“ in der Lipidschicht schwimmen, sondern sich gegenseitig beeinflussen. Außerdem sind die meisten Transmembranproteine sehr viel größer als die typische Dicke einer ungestörten Lipiddoppelschicht. Biomembranen besitzen also durchaus eine lokale Ordnung, die jedoch sehr schwer direkt beobachtbar ist. Vor einigen Jahren wurden lokale funktionale Ordnungsstrukturen unter dem englischen Begriff Lipid Rafts diskutiert. Die mathematische Beschreibung der anomalen Diffusion im Fluid-Mosaik-Modell erfolgt nach dem Saffman-Delbrück-Modell.

## Geschichte
Ernest Overton vermutete 1895, dass Zellmembranen aus Lipiden bestehen. Evert Gorter und François Grendel fanden 1925 heraus, dass die Membranen roter Blutkörperchen aus einer zwei Moleküle dicken Fettschicht bestehen (Lipiddoppelschicht). Hugh Davson und James Danielli stellten 1935 die Hypothese auf, dass Lipidmembranen aus Proteinen und Lipiden mit porenähnlichen Strukturen bestehen, die eine spezifische Permeabilität für bestimmte Moleküle ermöglichen. Dann schlugen sie ein Modell für die Zellmembran vor, das aus einer Lipidschicht besteht, die von Proteinlagen auf beiden Seiten umgeben ist. J. David Robertson stellte 1957 auf Basis von Elektronenmikroskopie-Studien die „Unit Membrane Hypothesis“ auf. Diese besagt, dass alle Membranen in der Zelle, also Plasma- und Organellmembranen, die gleiche Struktur haben: eine Doppelschicht aus Phospholipiden umgeben von je einer Monolayer-Schicht aus Proteinen auf beiden Seiten. Larry D. Frye und Michael Edidin zeigten 1970, dass sich Membranproteine nach Zellfusion auf der fusionierten Membran verteilten. S. J. Singer und G. L. Nicolson stellten 1972 das Flüssig-Mosaik-Modell bezüglich der Struktur und Thermodynamik von Zellmembranen vor. Kai Simons und Elina Ikonen stellten 1997 die Lipid-Raft-Theorie als anfängliche Erklärung für die verschiedenen Zonen der Membranen auf. Troy A. Kervin und Michael Overduin schlugen 2024 den Proteolipid-Code vor, um die Zonen der Membran vollständig zu erklären, da die Lipid-Raft-Theorie umstritten ist.